# Belly of the Beat
Belly of The Beat è un brano musicale della musicista canadese Grimes, pubblicato il 26 ottobre 2015 come estratto dal quarto album in studio Art Angels.

## Video musicale
Il video è stato pubblicato il 5 novembre 2016.